# Sclerophrys pardalis
Espèce
Synonymes
- Bufo regularis pardalis Hewitt, 1935
- Bufo pardalis Hewitt, 1935
- Amietophrynus pardalis (Hewitt, 1935)

Statut de conservation UICN

 LC  : Préoccupation mineure
Sclerophrys pardalis est une espèce d'amphibiens de la famille des Bufonidae.

## Répartition
Cette espèce est endémique de la région côtière du Sud de l'Afrique du Sud. Elle se rencontre dans le Sud-Est du Cap-Occidental, dans le Sud du Cap-Oriental et au KwaZulu-Natal jusqu'à 1 500 m d'altitude.

## Publication originale
- Hewitt, 1935 : Some new forms of Batrachians and Reptiles from South Africa. Records of the Albany Museum, vol. 4, p. 283-357.